# Bicentenário da Independência do Brasil

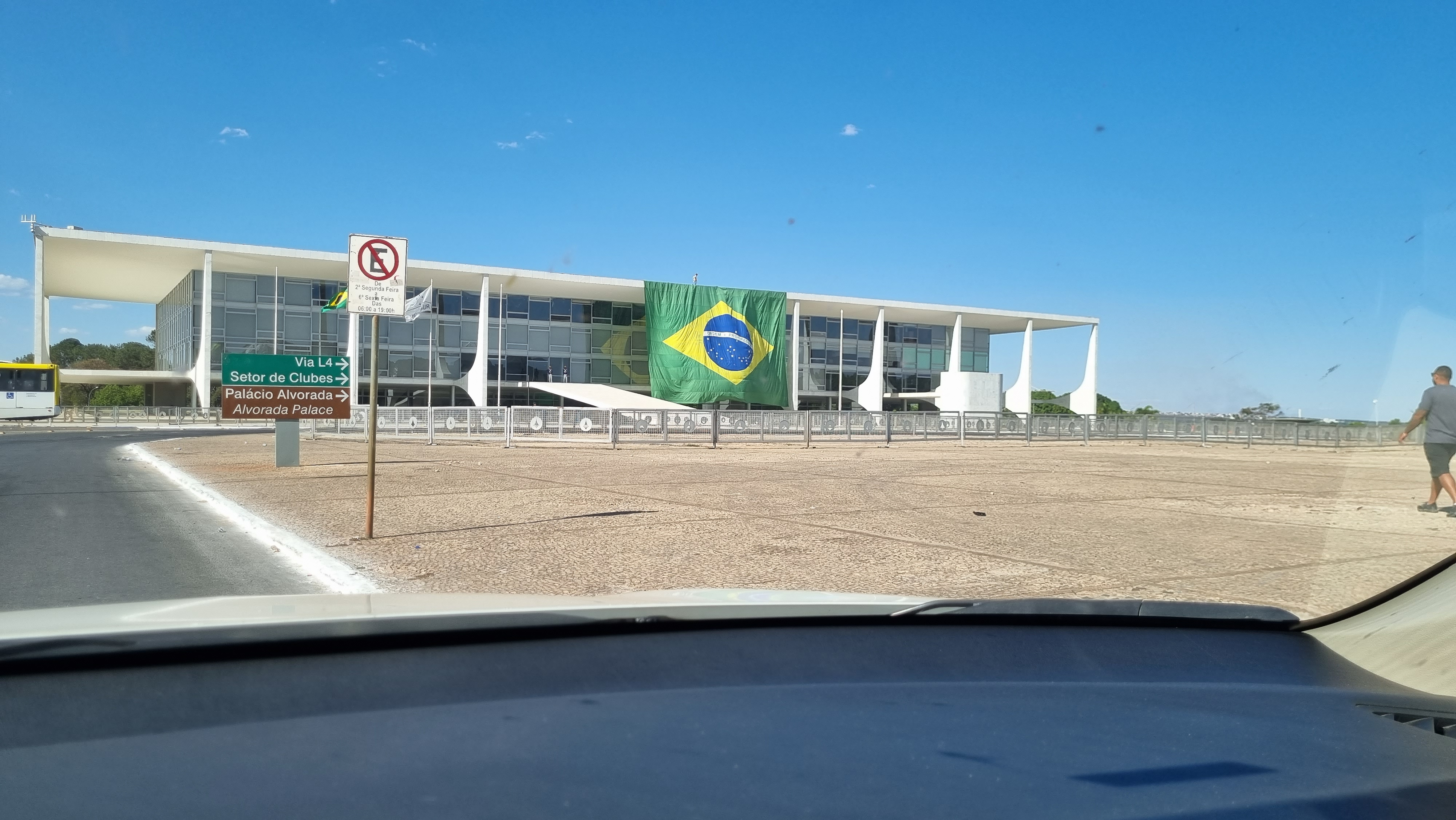
Bandeira nacional ostentada na frontaria do Palácio do Planalto.

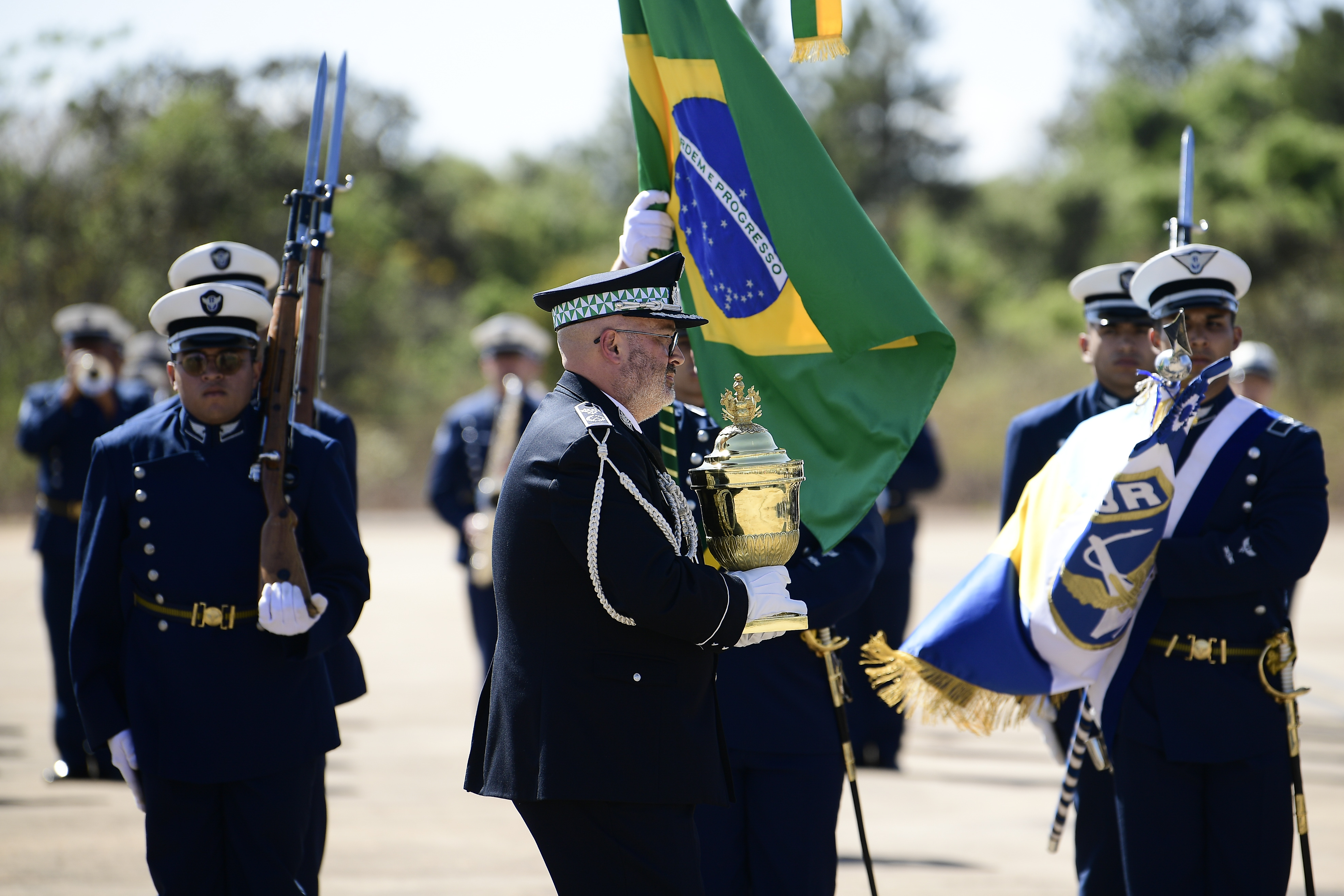
Recepção na chegada do coração de Dom Pedro I (Agência Senado).

O Bicentenário da Independência do Brasil foi comemorado em 7 de setembro de 2022. Oficialmente, a data escolhida como marco da independência do Brasil é 7 de setembro de 1822, ocasião em que ocorreu o evento conhecido como "Grito do Ipiranga", às margens do riacho Ipiranga, na atual cidade de São Paulo. Em 12 de outubro de 1822, o príncipe foi aclamado D. Pedro I, Imperador do Brasil, sendo coroado e consagrado em 1º de dezembro de 1822; e o país passou a ser conhecido como o Império do Brasil.

## Comissões oficiais
Foram criadas, tanto pelo Senado Federal como pela Câmara dos Deputados, comissões especiais para preparar e idealizar ações e celebrações que envolvam a data.
Como parte das celebrações preparadas pelo governo Bolsonaro (2019-2023), o coração de Dom Pedro I, conservado em Formol, foi trazido pela primeira vez de Portugal para ser exposto no Itamaraty, em Brasília. 
O Museu do Ipiranga, construído no final do século XIX, no local  onde ocorreram os fatos de 7 de setembro de 1822, fechado desde 2013 para obras de restauro, foi reaberto ao público como parte das celebrações do Bicentenário.

## Concursos e premiações
A Fundação Nacional de Artes instituiu o Prêmio Funarte Medalhas do Bicentenário da Independência do Brasil o qual teve os trabalhos finais publicados em 11 de novembro de 2022 no Diário Oficial da União.
O Senado Federal criou a Medalha Maria Quitéria cuja ementa do documento de criação afirma que a mesma se: "destinada a celebrar o Bicentenário da Independência do Brasil e a homenagear, anualmente, mulheres que se destacaram na luta pela equidade de gênero".

## Marcas de identidade visual
O governo Brasileiro, por meio da Secretaria de Comunicação Social, fez uma logo principal baseada no punho de D. Pedro I com a espada do Ipiranga e também fez logos alternativas notadamente para uso nas redes sociais do governo dispostas em língua inglesa.